# Calle de Arapiles
La calle de Arapiles es una vía pública de la ciudad española de Madrid, situada en barrio del mismo nombre, distrito de Chamberí.

## Descripción
La vía discurre desde la glorieta de Quevedo hasta la calle de Vallehermoso, donde conecta con la de Meléndez Valdés. Recuerda con el título la batalla de los Arapiles, librada en tierras salmantinas en 1812, durante la guerra de la Independencia. Aparece descrita en Las calles de Madrid (1889) de Hilario Peñasco de la Puente y Carlos Cambronero con las siguientes palabras:

Arapiles. Desde la Glorieta de Quevedo á la calle de Magallanes. Es de apertura moderna. Arapiles es un pueblecito de la provincia de Salamanca, y el nombre lo tomó de dos colinas próximas: Arapil grande y Arapil chico. Es conocido por la batalla que en él se libró por las tropas francesas y las aliadas el día 22 de Julio de 1812. La victoria fue´resultado de la pasmosa actividad que lord Wellington desplegaba en casos extremos, y de su profundo talento militar, secundado por el bizarro comportamiento de los soldados españoles. Los franceses dejaron en el campo 1.800 muertos, tuvieron más de 1.000 heridos y 7.000 prisioneros, perdiendo dos águilas, seis banderas y once cañones. A esta batalla se le da el nombre de Salamanca por algunos historiadores franceses.
(Peñasco de la Puente y Cambronero, 1889, pp. 66-67)